# Harry Friedman
Harry Friedman es un ejecutivo en la industria de televisión estadounidense. Ha sido el productor ejecutivo de los más exitosas concursos sindicados en los Estados Unidos, Jeopardy! y Wheel of Fortune, desde 1999.
Friedman ha producido un total combinado de más que 5,500 episodios de Jeopardy! y Wheel of Fortune. Friedman introdujo varios elementos, semanas temáticas, y avances tecnológicos a ambos programas, y en 2006 dirigió ambos programas para hacer historia en la televisión al convertirse en las primeras series sindicadas en televisión que fueron emitidos en televisión de alta definición.

## Jeopardy!
Como un productor de Jeopardy!, Friedman amplió el alcance del programa al expandir la lista de categorías, añadir pistas que reflejan cultura popular, e introducir una variedad de torneos especiales.
En 2003, Friedman levantó las límites de Jeopardy! que limitaron las ganancias de campeones y el número de episodios en los que podría aparecer, permitiendo a los campeones de volver a seguir haciendo apariciones en el programa y acumular ganancias, siempre y cuando se quedaron victoriosos. La implementación de este cambio de reglas abrió el camino para la racha ganadora de Ken Jennings, un ingeniero de software de Utah, que apareció en 74 episodios consecutivos de Jeopardy! y acumuló una cifra récord de $2,520,700. Los índices de audiencia del concurso aumentaron en un 30 por ciento durante la racha, y muchos veces superó incluso los en horario estelar, para convertirse en uno de los programas más populares en los Estados Unidos.

### "Clue Crew"
En 2001, Friedman fue instrumental en la formación de la "Clue Crew," un equipo de corresponsales itinerantes que recorren el mundo mostrando las pistas de vídeo para los espectadores de Jeopardy!. A partir de 2011, el equipo ha viajado a 200 ciudades en todo el mundo, a través de 45 estados de EE. UU., y 25 países.
Friedman explica el razonamiento detrás de la creación del equipo en la siguiente manera:
"La televisión es un medio visual, y la más visual que podemos hacer nuestras pistas, más creo que va a mejorar la experiencia para el espectador."
El equipo actualmente comprende Sarah Whitcomb, Jimmy McGuire, y Kelly Miyahara. Los antiguos miembros incluyen Sofia Lidskog, Cheryl Farrell, y Jon Cannon.

### Internet
Friedman tiene un papel muy activo en el sitio web oficial del programa, que recibe más que 400,000 visitantes por mes.

### Premios y honores
Desde que Friedman se unió a Jeopardy!, el programa se ha convertido en el concurso sindicado más honrado en la historia de televisión. A partir de 2011, el programa ha ganado un total de 28 Premios Emmy durante el día en las siguientes categorías: Mejor Programa, Mejor Concurso, Mejor Redacción de Clase Especial, Mejor Presentador de Concurso, y Mejor Dirección en un Programa de Concurso/Participación de Audiencia.

## Wheel of Fortune
Durante su estancia en Wheel of Fortune, Friedman ha intentado mantener el programa fresco y emocionante al introducir muchos nuevos elementos al juego, tales como "Toss-Up Puzzles," oportunidades para integración de marcas, la "Jackpot Round," la "Mystery Round," la "$100,000 Bonus Round," el "Wild Card," el "Million Dollar Bonus Wedge," y, más recientemente, la "Free Play Wedge."
Friedman fue el responsable de muchas de las extensiones digitales de Wheel, incluyendo el lanzamiento del sitio web oficial del programa, y el desarrollo de videojuegos basados en el programa para las consolas del marca PlayStation desarrollados por Sony, y la consola Wii desarrollado por Nintendo. También concibió adaptaciones del programa para el iPhone, el iPad, y otros dispositivos electrónicos.
Un gran avance tecnológico iniciado por Friedman fue la introducción de un plató nuevo y altamente sofisticado en 2003. Este plató incorpora una extensión de LED y luz de vidrio, así como un tablero de puzzle equipado con pantallas LCD que puede ser tocado por la anfitriona para causar que las letras aparecen.
El "Wheel Watchers Club", la primera programa en línea de lealtad de espectador en la historia de televisión (que ya suman más de 5,700,000 miembros), y su extensión, la programa de "SPIN I.D.", fueron desarrollados por Friedman. Además, conceptualizó el "Wheelmobile", un vehículo de turismo móvil utilizado por el programa para conducir eventos de búsquedas para concursantes a través de los Estados Unidos.

## Vida personal
Friedman nació en Omaha, Nebraska. Desarrolló una fascinación temprana con programación y personalidades de televisión, incluyendo Johnny Carson cuando era un joven celebridad local. Mucho antes de la concepción de internados estudiantiles, Friedman comenzó a trabajar para las estaciones de televisión primeras de Omaha, haciendo lo que permite la gestión del trabajo.
En 1971, Friedman mudó a Los Ángeles, y sin contactos que él mismo dio seis meses para encontrar un trabajo en el negocio. Con menos de 24 horas restantes en su fecha límite autoimpuesta, Friedman se convirtió en un escritor de preguntas de tiempo parcial en el concurso de televisión The Hollywood Squares, y continuó con esa serie por once años, escribiendo y produciendo miles de episodios para tres versiones diferentes del programa. Él también estuvo implicado en el desarrollo de tales otros programas como Gambit y High Rollers. Friedman se convirtió en un productor de Wheel of Fortune en 1995 y añadió deberes de producción para Jeopardy! en 1997.
A finales de 1990, Friedman lanzó dos spin-offs de Jeopardy!: una versión intensiva con música llamado Rock & Roll Jeopardy! que se emitió en la red VH1 desde 1998 hasta 2001, y una versión para niños llamada Jep!, que se transmitió por la Game Show Network (GSN) por una temporada desde 1998 hasta 1999. Otros créditos de escrito y vídeo de Friedman incluyen especiales en horario estelar como American Yearbook para la CBS, documentales como Nova para la PBS, y vídeo doméstico. También ha trabajado con otras empresas de producción de televisión como FOX, Dick Clark Productions, Stephen J. Cannell Productions, Buena Vista Television, ABC, Orion Television, Bob Stewart Productions, Laurel Entertainment, Vin Di Bona Productions, A&E Network, Krofft Productions, Rosner Television, y Four Star Television.
Friedman es un miembro de la Writers Guild of America, West y la Academia de Artes y Ciencias de la Televisión. Vive en Los Ángeles con su esposa Judy, sus dos hijas, y una nieta.